# 拉摩斯公寓

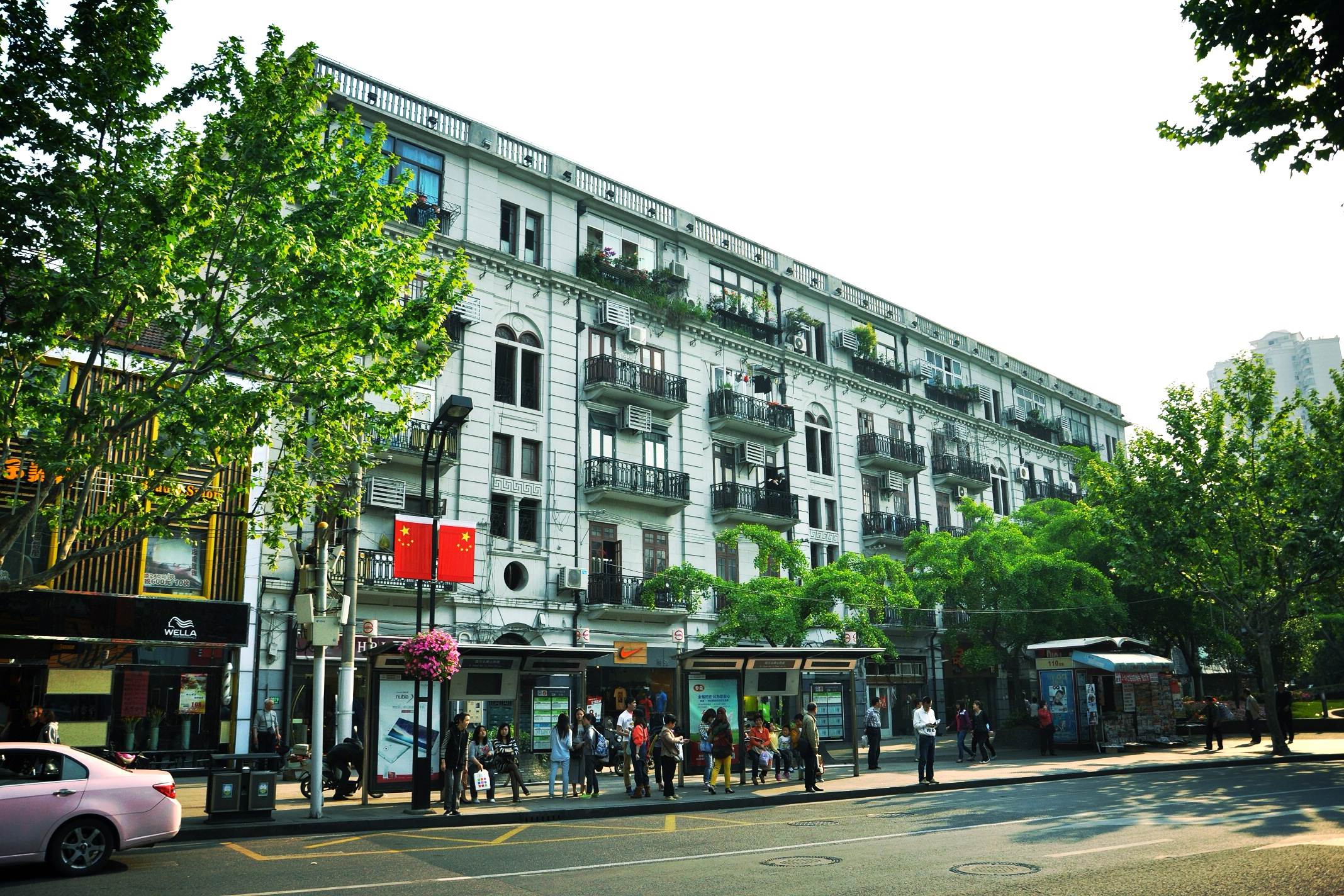

拉摩斯公寓（Ramos Ramous Apartment）是中国上海的一座历史建筑，位于虹口区四川北路2079—2099号。

## 历史
拉摩斯公寓由英国人拉摩斯建于1928年，当时高四层，坐南朝北，装饰艺术派风格，是一幢中档公寓。其西侧紧邻窦乐安路（多伦路）北口，以及日本海军特别陆战队司令部。东侧不远则是施高塔路（山阴路）口的内山书店。建筑面积5675平方米。
1930年到1933年，鲁迅和伴侣许广平曾住在2093号4室。同期冯雪峰曾住在2099号地下室。2079号底层曾是一家白俄咖啡馆。1949年以后，拉摩斯公寓改名为北川公寓。
2004年，拉摩斯公寓被列为虹口区文物保护单位。2005年，拉摩斯公寓被列为第四批上海市优秀历史建筑。